# هيرلين لي سيك
هيرلين لي سيك (بالفرنسية: Herlin-le-Sec)‏ هي بلدية تقع في إقليم باد كاليه من منطقة نور با دو كاليه في شمال فرنسا. تبلغ مساحة هذه المدينة 3.86 (كم²)، وترتفع عن سطح البحر 140 م، يبلغ عدد سكانها 163 نسمة حسب إحصاء المعهد الوطني للإحصاء والدراسات الاقتصادية سنة 2009 م. وترأس Jean-Daniel Capon البلدية خلال فترة (2008-2014).